# Windcrest
Windcrest – miasto w Stanach Zjednoczonych, w stanie Teksas, w hrabstwie Bexar, otoczone przez San Antonio.

## Demografia
Według przeprowadzonego przez United States Census Bureau spisu powszechnego w 2010 miasto liczyło 5 364 mieszkańców, co oznacza wzrost o 5,1% w porównaniu do roku 2000. Natomiast skład etniczny w mieście wyglądał następująco: Biali 75,6%, Afroamerykanie 12,5%, Azjaci 4,2%, pozostali 7,7%. Kobiety stanowiły 53,2% populacji.